# Türk Mukavemet Teşkilatı
Le Türk Mukavemet Teşkilatı (Organisation turque de résistance) est une organisation paramilitaire chypriote turque, fondée en 1958 par Rauf Denktaş officiellement afin de défendre les Chypriotes turcs contre les assauts répétés des Chypriotes grecs de l'Ethniki Organosis Kyprion Agoniston. Elle prend part activement à l'invasion turque de 1974 en soutenant les troupes turques.
Fondé et financé par le gouvernement turc, le TMT reçoit de l'aide et du matériel d'agents et de militaires turcs. Prenant le nom de moudjahid et utilisant le symbole du loup gris (Bozkurt), un symbole de la mythologie et du nationalisme turc en Anatolie, ils revendiquent protéger les intérêts et l'identité de la communauté chypriote turque contre la supposé menace des militants chypriotes grecs. Ses premières activités remontent au 29 novembre 1957, date à laquelle les militants dispersent des tracts dans les principales villes chypriotes.
Il est principalement actif entre 1958 et 1974, se plaçant du côté des partisans de la partition de Chypre et est accusé par le gouvernement de la république de Chypre de nombreux actes de terrorisme contre les Chypriotes grecs et les membres de l'EOKA. Ce à quoi le TMT répond que ses efforts ne visent qu'à répondre à la menace réelle contre leur communauté. Ils sont responsables de l'assassinat et de l'intimidation de différents représentants politiques chypriotes grecs dans le but d'accélérer le processus de partition, ainsi que de la flambée de violence inter-communautaire à Chypre pendant l'été 1958.

Carte des zones d'activité du TMT lors de l'invasion de Chypre en 1974.